# تری فلپس
 تری فلپس (انگلیسی: Terry Phelps؛ زاده ۱۸ دسامبر ۱۹۶۶) یک تنیس‌باز اهل ایالات متحده آمریکا است.